# Leonfeldner Hochland

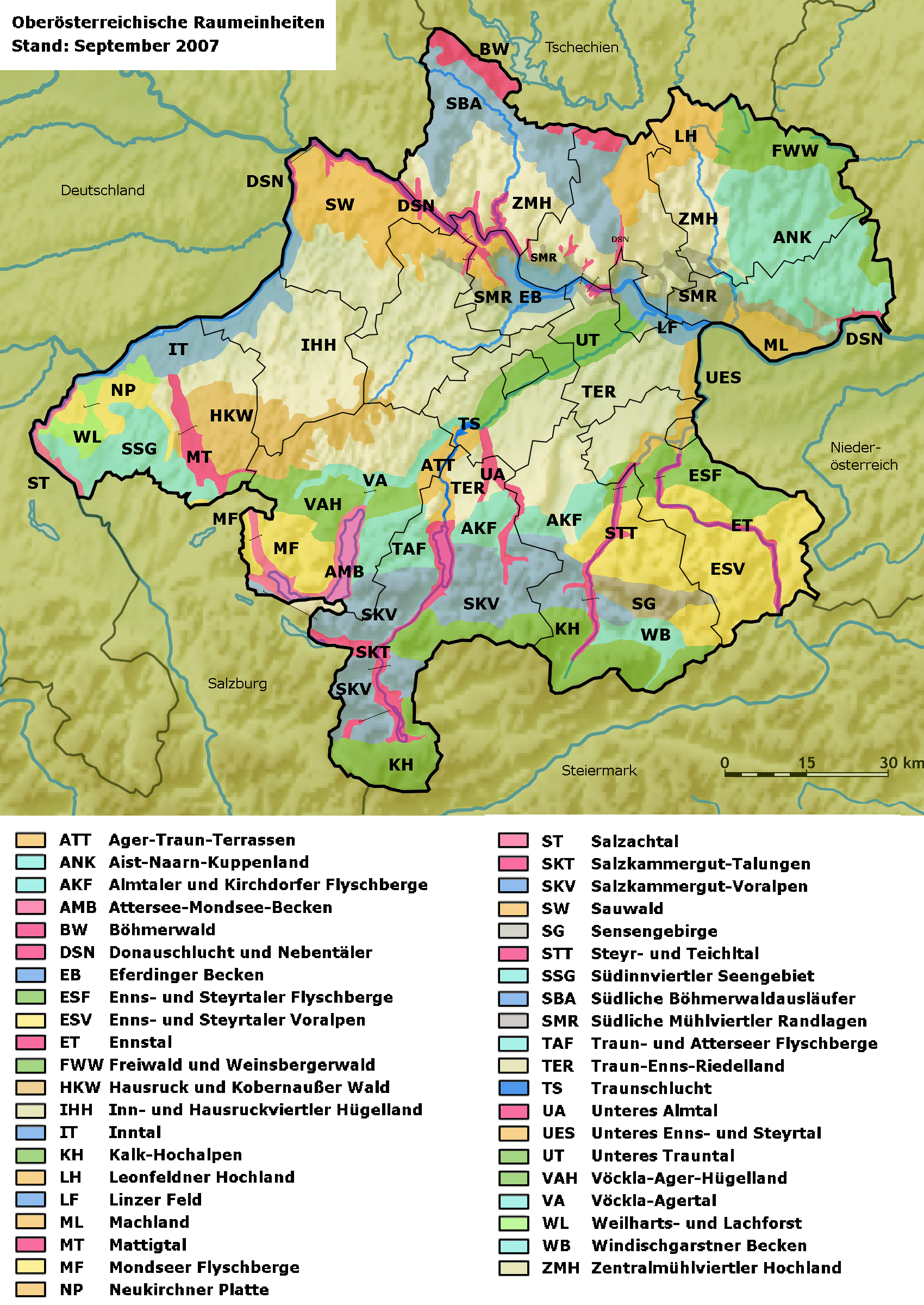
Alle OÖ Raumeinheiten

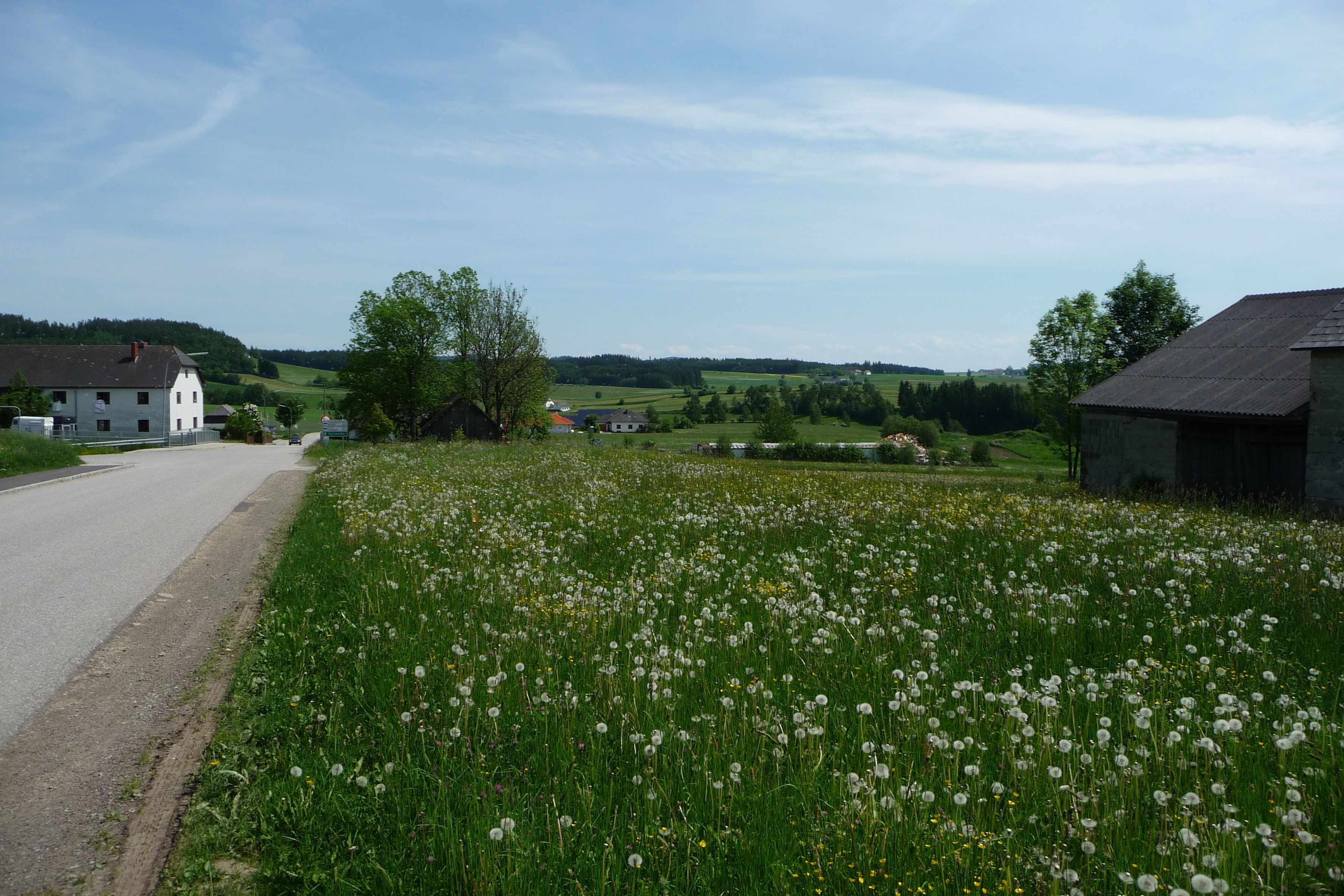
Das Hochland: Blick von Leonfelden in Richtung Südosten

Das Leonfeldner Hochland ist eine von 41 Oberösterreichischen Raumeinheiten und liegt im Mühlviertel.

## Lage
Die Raumeinheit umfasst den nördlichen Teil der Bezirke Urfahr-Umgebung und Freistadt und grenzt im Norden an Tschechien.
Die Größe des Leonfeldner Hochlandes beträgt 257,68 km². Das Gebiet erstreckt sich über eine Länge von rund 28 km und eine maximale Breite von 8 km. Der tiefste Bereich liegt bei rund 570 m ü. A. bei Reichenthal. Die höchsten Erhebungen des Gebiets sind im Süden der Breitlüsser Wald bei Hellmonsödt mit 870 m ü. A. und im Osten der Randbereich des Heinrichschläger Bergs mit 885 m ü. A.
Folgende Gemeindegebiete liegen überwiegend oder gänzlich im Leonfeldner Hochland (beginnend im Süden): Hellmonsödt, Zwettl, Sonnberg, Bad Leonfelden, Ottenschlag, Schenkenfelden, Waldburg, Reichenthal, Grünbach, Rainbach und Leopoldschlag.
Die Raumeinheit ist von folgenden OÖ Raumeinheiten umgeben (Im Uhrzeigersinn, beginnend im Norden):
Freiwald und Weinsberger Wald, Zentralmühlviertler Hochland, Donauschlucht und Nebentäler und Südliche Böhmerwaldausläufer.
Das Leonfeldner Hochland ist in drei Untereinheiten gegliedert:
- Hochplateaulandschaft mir großen Waldflächen
- Waldkuppenlandschaft
- Freiwaldabdachung im Nordosten

## Charakteristik
- Der Hauptanteil des Hochlandes (Hochebene) liegt auf rund 730 m und weist ein flach-welliges Relief auf.
- Vor allem landwirtschaftlich genutztes Hochland mit einem Acker-Grünland-Mischgebiet.
- Wenige Kleinwälder mit standorttypischen Baumarten (Buche, Birke), dafür einige größere Waldflächen mit überwiegend Fichtenwälder.
- Gewässer sind teilweise stark reguliert und weisen kaum Uferbegleitgehölze (Schwarzerle, Esche, Bruchweide) auf. Einzig der Unterlauf der Maltsch ist naturnah. Die Raumeinheit wird großräumig entwässert. Die ausgedehnten Mäanderschlingen bieten einen großen, strukturreichen Überflutungsraum.
- Bedeutendes Wiesenbrutvogelgebiet wegen des Grünlands, der Brachflächen und der Mäanderschlingen.
- An Landschaftsstrukturen stark verarmtes Gebiet, die ehemals reich strukturierte Hecken- und Streifenlandschaft wurde durch Zusammenlegungen fast vollständig vernichtet. Drainagierungen sind großräumig zu finden. Teilweise existieren kleine Moorflächen, die durch Torfabbau beeinträchtigt sind.
- Einzelne Siedlungszentren (Zwettl, Bad Leonfelden, Hellmonsödt, Reichenau) dominieren, die sonstigen Siedlungsgebiete sind meist langgestreckt (Waldhufendörfer).
- Tagestourismus im Sommer und Winter anzutreffen (Mühlviertler Bergkräuter, Kurhaus in Bad Leonfelden, Reichenthal).